# Tuomas von Boehm

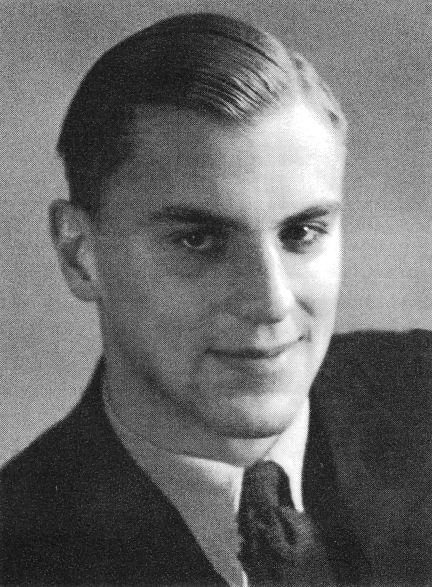
Tuomas von Boehm.

Aarne Tuomas Herbert von Boehm, född 12 maj 1916 i Joutseno, död 9 mars 2000 i Helsingfors, var en finländsk målare, tecknare och grafiker. 
Efter studier vid Finska Konstföreningens ritskola 1937–1938 höll von Boehm sin första utställning 1945. Han blev tidigt känd för sina lågmälda och finstämda stilleben, landskap och figurbilder; han arbetade mest med stämningar, valörer och atmosfär. Landskapen målades ofta i Spanien, där han vistades långa perioder. Som porträttmålare var han en av de mest anlitade och uppskattade under hela slutet av 1900-talet. Han verkade som lärare vid Finlands konstakademis skola 1953–1956 och tilldelades Pro Finlandia-medaljen 1967. 
Finska Konstföreningen arrangerade 1993 en stor retrospektiv utställning av hans konst från slutet av 1940-talet till början av 1990-talet i Helsingfors konsthall. Texten Tuomas von Boehm – en fast punkt i utställningskatalogen skrevs av Olli Valkonen. 